# Rajbari (zila)
Rajbari (en bengalí: রাজবাড়ী) es un zila o distrito de Bangladés que forma parte de la división de Daca.
Comprende 4 upazilas en una superficie territorial de 1.093 km² : Baliakandi, Goalandaghat, Pangsha y Rajbari.
La capital es la ciudad de Rajbari.

## Upazilas con población en marzo de 2011[2]
- Baliakandi 207,086
- Goalanda 112,732
- Kalukhali 155,044
- Pangsha 243,285
- Rajbari Sadar 331,631

## Demografía
Según estimación 2010 contaba con una población total de 1.103.092 habitantes.